# Mary Erskine
Mary Erskine (1629 - 2 juin 1707) est une femme d'affaires et philanthrope écossaise, qui fait don d'argent pour créer l'école de filles qui est maintenant connue sous le nom de Mary Erskine School et également le Trades Maiden Hospital (maintenant connu sous le nom de Trades Maiden Fund).

## Biographie
Mary Erskine vit dans une rue adjacente à High Street à Édimbourg, à l'est de la cathédrale Saint-Gilles et à proximité de Cowgate, alors une banlieue à la mode. Elle est née à Garlet House, Clackmannanshire, en 1629, fille de Gilbert Erskine et Beatrix Stupard.
On sait peu de choses sur sa jeunesse, mais en 1661, elle épouse Robert Kennedie, un écrivain (c'est-à-dire un juriste) et ils ont cinq enfants, trois garçons et deux filles, qui semblent tous être morts en bas âge. Robert Kennedie meurt en 1671, laissant à Marie des dettes considérables, qu'elle réussit cependant à rembourser grâce à une gestion prudente. Le 23 septembre 1675, Mary Erskine épouse son deuxième mari, James Hair, à North Leith. James Hair est chimiste et possède une pharmacie sur High Street. Il est considérablement plus jeune que Mary Erskine, mais il meurt en 1683. Par le contrat de mariage, Mary Erskine hérite de la plupart de ce qui appartient à son mari. Il semble que ce ne soit pas une grosse somme d’argent, mais elle l’utilise pour créer une banque privée et se constitue une fortune considérable.
Elle meurt le 2 juin 1707 et est enterrée deux jours plus tard à Greyfriars Kirkyard, à l'extrémité de la section connue sous le nom de prison des Covenantaires.

## Mary Erskine School
En 1694, Mary Erskine, alors connue sous le nom de Mme Hair, fait don de 10 000 merks à la Merchant Company of Edinburgh pour l'entretien des filles de bourgeois de la ville d'Édimbourg. L'argent est utilisé pour établir le Merchant Maiden Hospital, une école pour filles, sur Cowgate. En 1706, Mme Hair fait un autre don pour acheter une maison et un jardin à l'extérieur des remparts de la ville à Bristo. En 1707, elle fait don de 4 000 merks supplémentaires à l'hôpital, conservant le droit de nommer deux membres de la famille Erskine comme gouverneurs. La mémorialiste Elisabeth West est maîtresse d'école en 1708.
L'hôpital Merchant Maiden est renommé et déplacé plusieurs fois, mais en 1944, il est nommé The Mary Erskine School en l'honneur de sa bienfaiteure fondatrice. L'école se trouvait depuis de nombreuses années à l'extrémité ouest de Queen Street, mais elle est démolie pour être réaménagée et se trouve désormais dans le quartier de Ravelston à Édimbourg.
En 1704, Mary Erskine fonde le Trades Maiden Hospital avec les Incorporated Trades of Edinburgh, pour fournir pension et éducation aux filles et petites-filles d'artisans et de commerçants « décadents ». Il est initialement situé dans le Horse Wynd (aujourd'hui West College Street), sur le côté sud de ce qui est aujourd'hui Chambers Street. En 1855, il déménage à Rillbank à Sciennes. En 1892, il déménage à nouveau, cette fois à Ashfield, 121 Grange Loan. Finalement, en 1971, il déménage une fois de plus, au 61 Melville Street, au coin de Manor Place, en face de la salle capitulaire de la cathédrale épiscopale Sainte-Marie.